# Gothic 2
Готика 2 је акциона игра улога и део је серијала игре "Готика", произведена од стране Немачке компаније Piranha Bytes. По први пут је објављена 29-ог новембра 2002. године у Немачкој, затим следи издање у Енглеској 13. jуна 2003. годинe, а убрзо потом и у Северној Америци 28. октобра 2003. године. Игра је објављена од стране JoWooD Entertainment и Atari компаније.

## Прича

### Поставка игре
По угледу на Готика 1, Готика 2 је исто тако смештена у средњeвековном периоду пуном фантастике и то на острву Коринис. Места која су чинила заједницу на том острву су били град Коринис, манастир ватрених магова, фарме и шуме. Долина рудника, где се одиграва комплетан први део Готике је такође присутан као неодвојив део острва Коринис, стим што је мало измењена сама долина због тога што више није казнена колонија већ слободна територија. Од старог кампа остао је једино замак, нови камп је претворен у подручје леда, а приступ кампу у мочвари је онемогућен због ограде које су изградили оркови. Последње место које се посећује у игри је Ирдорат, тамница слична храму у Готика 1.

Коринис је веома богат крај са прелепим фармама и густим шумама. Основни и главни ресурс трговине у Коринису је магична руда која је била достављана из затвореничке колоније за краља, који се борио против Оркова на главном континенту. Све фарме у Коринису поседује један властелин који унајмљује плаћенике да би заштитили њега и саме фарме од војске када проба да прикупи таксе са фарми. Ово је довело да се Коринис нађе на рубу грађанског рата. Граду су залихе хране биле на минимуму а једини извор ресурса су му били путујући трговци јер су бродови са главног континента престали да долазе збор ратних околности.

Људи у Коринису верују у три бога:
- Аданос, бог воде и равнотеже,
- Инос, бог ватре и доброте
- Белиар, бог зла и таме

### Увод
Након што је уништена магична баријера изнад казнене колоније, испорука магичне руде краљу је обустављена. Краљ одлучије да пошаље Лорда Хаген-а са 100 витезова (паладина) на острво Коринис да би му обезбедили сигурну испоруку магичне руде. У Коринису, затвореници који су побегли из казнене колоније опустошили су земљу а фармери увидећи да војска није у могућности да их заштити, склапају савез са избеглим робијашима и престају да плаћају краљу таксу. Зло није нестало са протеривањем Спавача и као последњи јецај Спавач је призвао најзлобнија створења у Коринис. Зардас је ово осетио и спасио је безименог јунака који је био испод рушевина Спавачевог храма, где је лежао недељама и постепено телесно слабио.

### Заплет
Бетимени јунак је упознат, од стране Зардаса, са новом опасношћу која говори о окупљању армије зла у долини рудника, предвођену змајевима. Зардас шаље јунака Лорду Хаген-у, вође витезова (паладина), како би вратио око Иноса, артефакт који омогућава да се говори са змајевима како би се сазнало више о њиховој мотивацији. Безимени јунак се потом упутио ка самом граду Коринису, и након што је пронашао прави пут који води ка граду, сазнаје да мора да се прикључи једној од три фракције: војци, ватреним маговима или плаћеницима како би му било дозвољено да види Лорда Хаган-а. Када напокон јунак сретне главнокомандујућег витеза, бива послат у долину рудника, која је сада прегажена од стране Оркова, и све то у циљу да донесе доказ о постајању змајева као што се прича. У замку бившег старог кампа, налази се Гаронд који је вођа витезова у тој регији. Он такође зна за змајеве, пошто је замак већ био нападнут од њихове стране, али он ће тек написати извештај Лорду Хаган-у о томе након што безимени херој сакупи информације у каквом су стању рудници. Након неког времена, јунак излази из долине рудника са извештајем о змајевима, али зло које се надвило на Коринисом постаје свесно његовог задатка и на освнову тога Спавач је проширио вест о томе и издао наређење да се он убије. Добивши извештај, Лорд Хаган је вољан да да око Иноса хероју и на тај начин га шаље у манастир магова ватре да га преузме. Али непосредно пре но што је јунак стигао тамо, око бива украдено. Јунак, наравно, потом јури за лоповом али стиже управо онда када Спавач уништава око Иноса и бива сведок самог догађаја. Ковач може да поправи ту амајлију, али да би се вратила магична моћ коју је поседовао, морао би да се изведе ритуал са представницима свих три бога. Ватрас, водени маг, припрема сам ритуал и он је представник бога Аданоса. Бивши ватрени маг Зардас представља бога Белиара, док Пирокар, вођа ватрених магова представља бога Иноса у ритуалу. Ова три мага успевају да поврате снагу ока Иноса и тако се јунак враћа у долину рудника са задатком да уништи четири змаја који тамо сада живе. Након убијања свих четири змаја, јунак одлази код Зардаса да му то саопшти али га не налази. Зардас је оставио писмо које јунак добија преко Лестера, које му говори да мора да потражи остале информације у библиотеци манастира ватрених магова, у књизи „Дворане Ирдората“. Књига садржи мапу мора, показујући пут ка острву Ирдорат, где се налази један од древних храмова Белиара, којем се изгубио сваки траг. Јунак окупља дружину и набавља брод и капетана који ће их одвести на Ирдорат острво и где ће се сукобити са вођом змајева, не-мртвог змаја.

## Техничке карактеристике

### Погон
Покретач игре је у основи модификована верзија погона Готика 1. Текстурна резолуција је доста побољшана са основом 4 и три пута је сложенијих детаља него у претходној верзији. Иако је графика била слабија по питању детаља од осалих покретача игара тог времена, време очитавања је било веома кратко, као и да не постоји.

### Издања и дистрибуција
Немачка верзија игре Готика 2 је објављена од стране "JoWooD Entertainment" корпорације и пуштена је у јавност 29.-ог Новембра 2002.-е године. У Скандинавији и Енглеској, "JoWooD Entertainment" и "Atari" су били ко-издавачи игре, која је објављена 13.-ог Јуна 2003.-е године. Издање намењено за САД од стране "Atari" корпорације је уследило само неколико месеци касније 28.-ог Октобра. Међутим, судећи по извештају Piranha Bytes корпорације, "Atari" корпорација им није званично пријавила издање за САД тржиште, тако да они нису говорили о томе ништа месецима. 17.-ог Октобра 2005.-е године, издавач "JoWooD Entertainment" је најавио да Aspyr Media планира да објави четири њихова наслова у Северној Америци, један од њих је био „Готика 2 Златно издање“, које је садржало "Готика 2" и такође и надоградњу "Готика 2 - Ноћ гаврана". "Aspyr Media" је објавила "Готика 2 Златно издање" 29.-ог Новембра 2005.-е године. У Немачкој, "Готика 2" је исто била доступна у "Колекционарском издању", заједно са додацима који су му уследили. Енглеска демо верзија игре је садржала први део са само неколико различитих територија, и она је објављена 17.-ог Марта 2005.-е године.

## Критике
Како је Готика 2 добила веома високе позитивне критике и Немачкој јавности, није тако добро прошла у Северној Америци, где је постигла исто тако високо котирање али је имала и доста негативних критика. Један од разлога што су негативне критике надвладале позитивне критике била је графика. Преводи скрипта и гласовне синхронизације Енглеске верзије су такође критиковани, и наравно добили веома негативне критике како су много сиромашнији него у верзији за Немачко говорно подручје. Највеће критике око гласовне синхронизације је било око синхронизације Дијеговог гласа. Како је игра постигла скоро перфектан рејтинг од стране сајтова "RPGdot" и "Just RPG", на осталим сајтовима између осталог и као што су IGN и GameSpot постигли су поприлично висок рејтинг, 8 од 10. Најгоре критике игре Готика 2 су дошле од стране GameSpy-а са рејтингом само 2 од 5
| Преглед резултата критика |          |
| ------------------------- | -------- |
| Публикације               | Резултат |
| IGN                       | 8/10     |
| GameSpot                  | 8.1/10   |
| GameSpy                   | 2/5      |